# Room Service
Room Service je sedmi studijski album švedskog sastava Roxette. Singlovi s albuma su: "The Centre of the Heart", "Real Sugar" i "Milk & Toast & Honey". Nakon izdavanja albuma sastav kreće na treću turneju, "Room Service World Tour 2001". Koncerti su održani diljem Europe (s iznimkom Velike Britanije), a koncert u Južnoj Africi je otkazan zbog terorističkih napada na New York 11. rujna 2001.

## Popis pjesama
Sve pjesme napisao je i uglazbio Per Gessle, osim "Little Girl" koju je napisala i uglazbila Marie Fredriksson. 
1. "Real Sugar" - 3:17
2. "The Centre of the Heart" - 3:23
3. "Milk and Toast and Honey" - 4:04
4. "Jefferson" - 3:51
5. "Little Girl" - 3:37
6. "Looking for Jane" - 3:20
7. "Bringing Me Down to My Knees" - 3:49
8. "Make My Head Go Pop" - 3:23
9. "Try (Just a Little Bit Harder)" - 3:13
10. "Fool" - 3:53
11. "It Takes You No Time to Get Here" - 3:36
12. "My World, My Love, My Life" - 4:03
13. "Entering Your Heart" (dodatna pjesma na japanskom izdanju) - 4:34

## Izvođači
- vokali - Marie Fredriksson
- klavijature: Clarence Öfwerman, Persson i Per Gessle.
- električna i akustična gitara: Per Gessle, Christoffer Lundquist, Jonas Isacsson, Persson, David Birde i Mattias Thorell
- bas-gitara - Christoffer Lundquist
- bubnjevi - Christer Jansson